# Phallusia colleta
Phallusia colleta är en sjöpungsart som beskrevs av Monniot 1970. Phallusia colleta ingår i släktet Phallusia och familjen Ascidiidae. Inga underarter finns listade i Catalogue of Life.